# Ensanche Sur de Alcorcón
Ensanche Sur de Alcorcón o Ensanche Sur es un barrio y distrito situado al sur del municipio de Alcorcón (Madrid). 

## Demografía
La cantidad de población es de 10.180 según el censo de 2011 siendo el distrito menos poblado de Alcorcón. Esta cantidad representa el 6,1% de la población total

## Límites
Limita al sur con el término municipal de Fuenlabrada, al norte con el barrio de Santo Domingo y al noroeste con Móstoles

## Transporte

### Autobuses
| Línea               | Terminales                                                     | Operador      |
| ------------------- | -------------------------------------------------------------- | ------------- |
| Líneas urbanas      |                                                                |               |
| Diurnos             |                                                                |               |
| 2                   | Ondarreta - Prado Sto. Domingo (Circular)                      | Arriva Madrid |
| Líneas interurbanas |                                                                |               |
| Diurnos             |                                                                |               |
| 511                 | Madrid (Príncipe Pío) - Alcorcón (por Parque Lisboa)           | Arriva Madrid |
| 516                 | Madrid (Príncipe Pío) - Alcorcón (Universidad Rey Juan Carlos) | Arriva Madrid |
| 517                 | Madrid (Cuatro Vientos) - Alcorcón (Fuente Cisneros)           | Arriva Madrid |

## Urbanismo
Ocupa una superficie total de 1.981.469 m², de los cuales unos 500.000 m² son para zonas verdes, y unos 300.000 m² para equipamientos sociales.
Promovido por la Empresa de Municipal de Gestión Inmobiliaria de Alcorcón (EMGIASA), este barrio tiene unas 6.000 viviendas de protección pública básica (VPPB), y más de 1000 viviendas protegidas de alquiler (VPPA), suponiendo más del 85% del total de vivienda que se construirá en este lugar.
En el año 2007, el Ensanche Sur recibió un galardón del Instituto para la Diversificación y Ahorro de la Energía (IDAE) en la categoría de Estrategia de Eficiencia Energética. No en vano, todas las viviendas del Ensanche Sur han sido diseñadas con criterios bioclimáticos, lo que permitirá un considerable ahorro de agua y energía en todas las futuras viviendas de este barrio.
Este barrio comenzó su apertura el 12 de mayo de 2009, con la escritura pública de compraventa y entrega de llaves de las primeras viviendas terminadas correspondientes a la 1ª fase del proyecto. Desde entonces, se han entregado un total de 4.132 viviendas hasta noviembre de 2010.